# Дендропарк Мліївської дослідної станції
Дендропа́рк Млі́ївської до́слідної ста́нції — парк-пам'ятка садово-паркового мистецтва місцевого значення в Україні. Розташований у селі Мліїв (Черкаський район, Черкаська область), на території Інституту помології імені Л. П. Симиренка Національної академії аграрних наук України.

## Опис
Площа 102,0 га. Як об'єкт природно-заповідного фонду створено рішенням Черкаського облвиконкому від 26.06.1972 року № 367. Перебуває у віданні Інституту помології імені Л. П. Симиренка НААН. 
Нині під охороною колекція плодових і декоративних порід дерев та кущів на колишній садибі відомого вченого Л. П. Симиренка. У композиції парку перед головною будівлею садиби, збудованої у 20-х роках XX століття, великий партер, композиційна вісь якого перпендикулярна головній алеї. У парку є став, майже по центру якого розташований острів, до якого прокладений вантовий міст.

## Історія
Історія дендропарку бере початок з XIX століття, коли Л. П. Симиренко у 1887 році створив невеликий розплідник цінних сортів плодових і декоративних порід. У 1912 році в розпліднику нараховувалось майже 3000 сортів різних рослин, у тому числі: яблуні — 900, груші — 889, черешні та виші — 350, персика — 115, абрикоса — 56, аґрусу — 166, горіха — 45. Крім того, було зібрано велику колекцію троянд (937 сортів), бузку і 305 різновидів хвойних дерев і кущів.

## Галерея

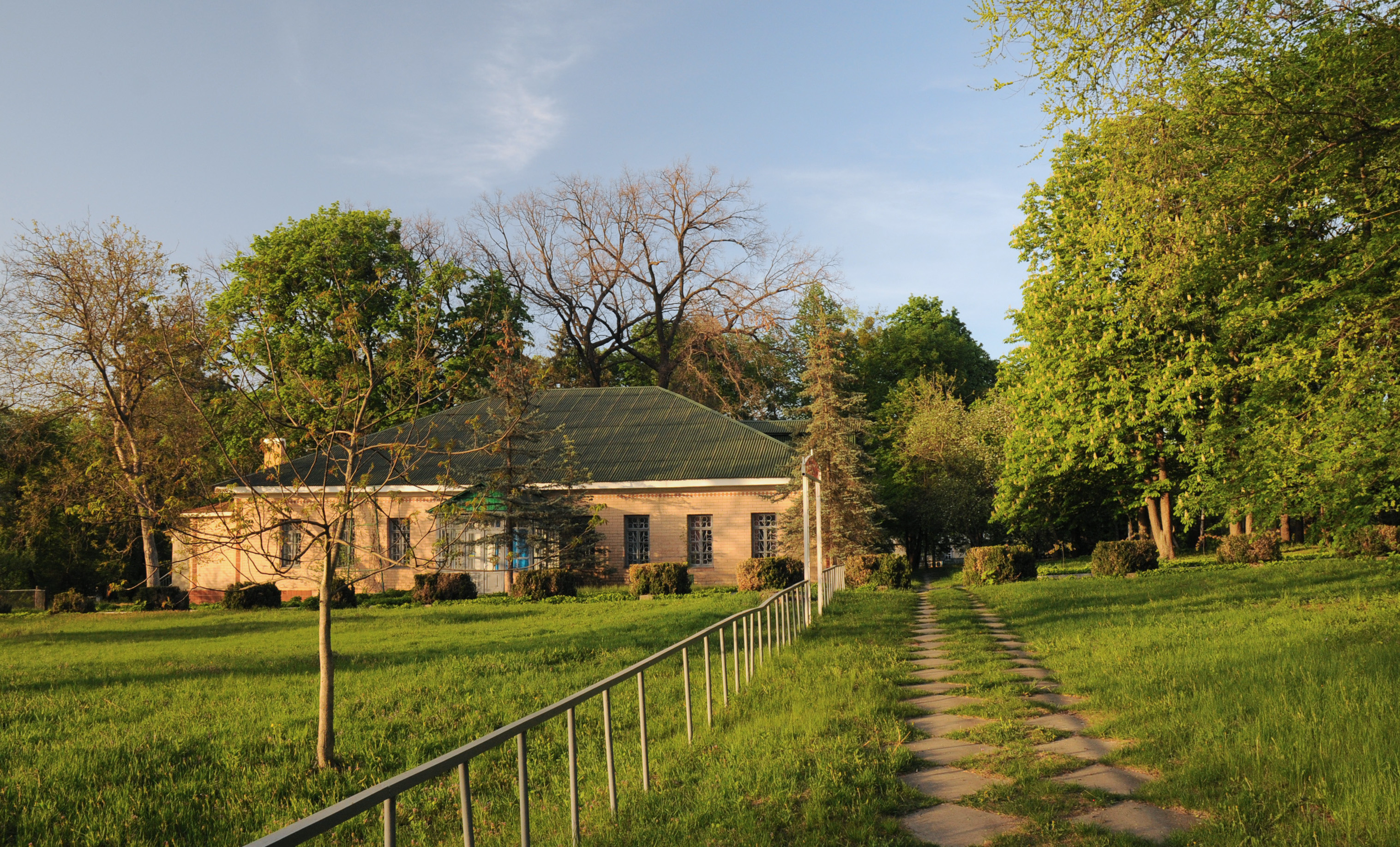
Частина парку
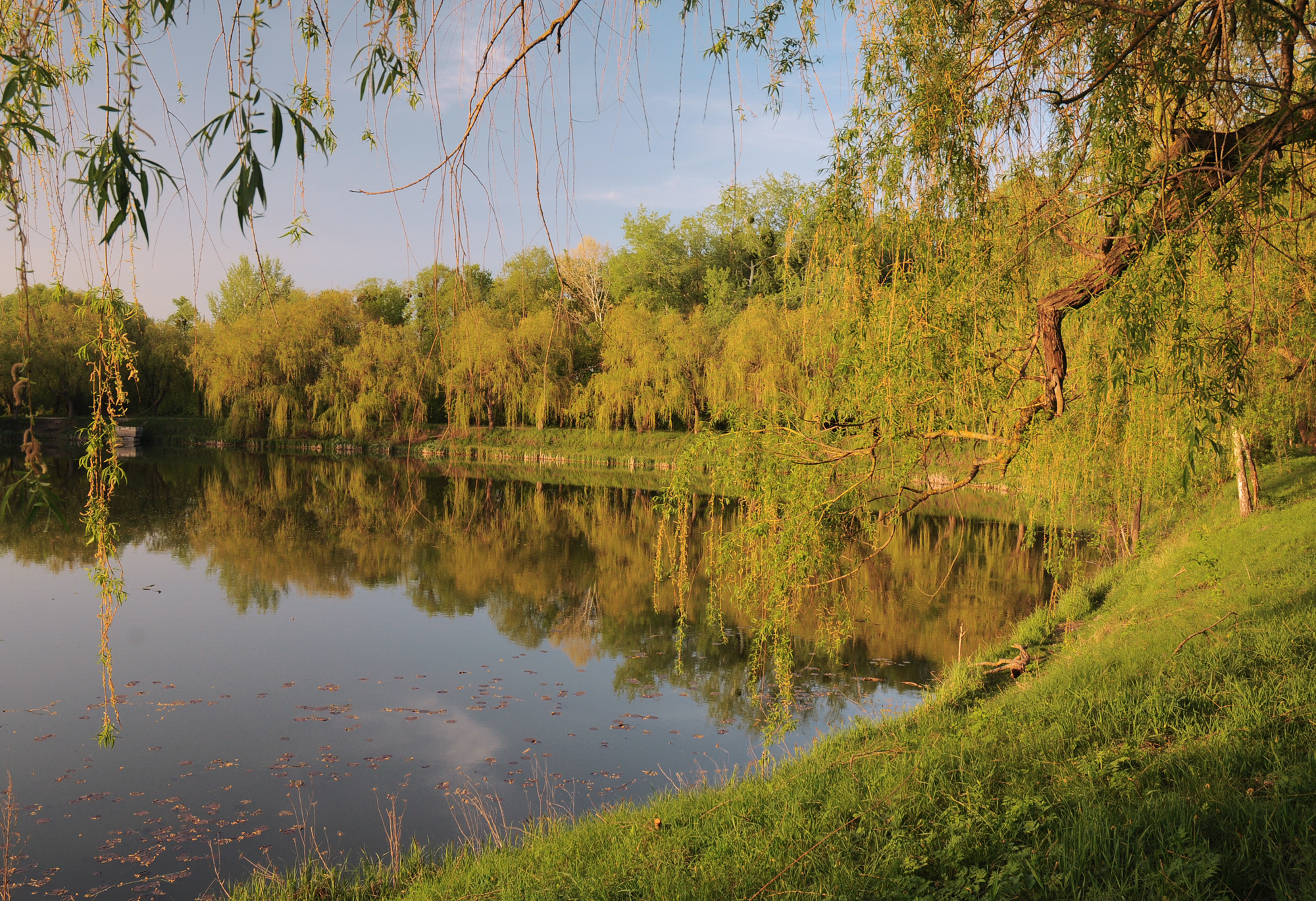
Озеро в парку
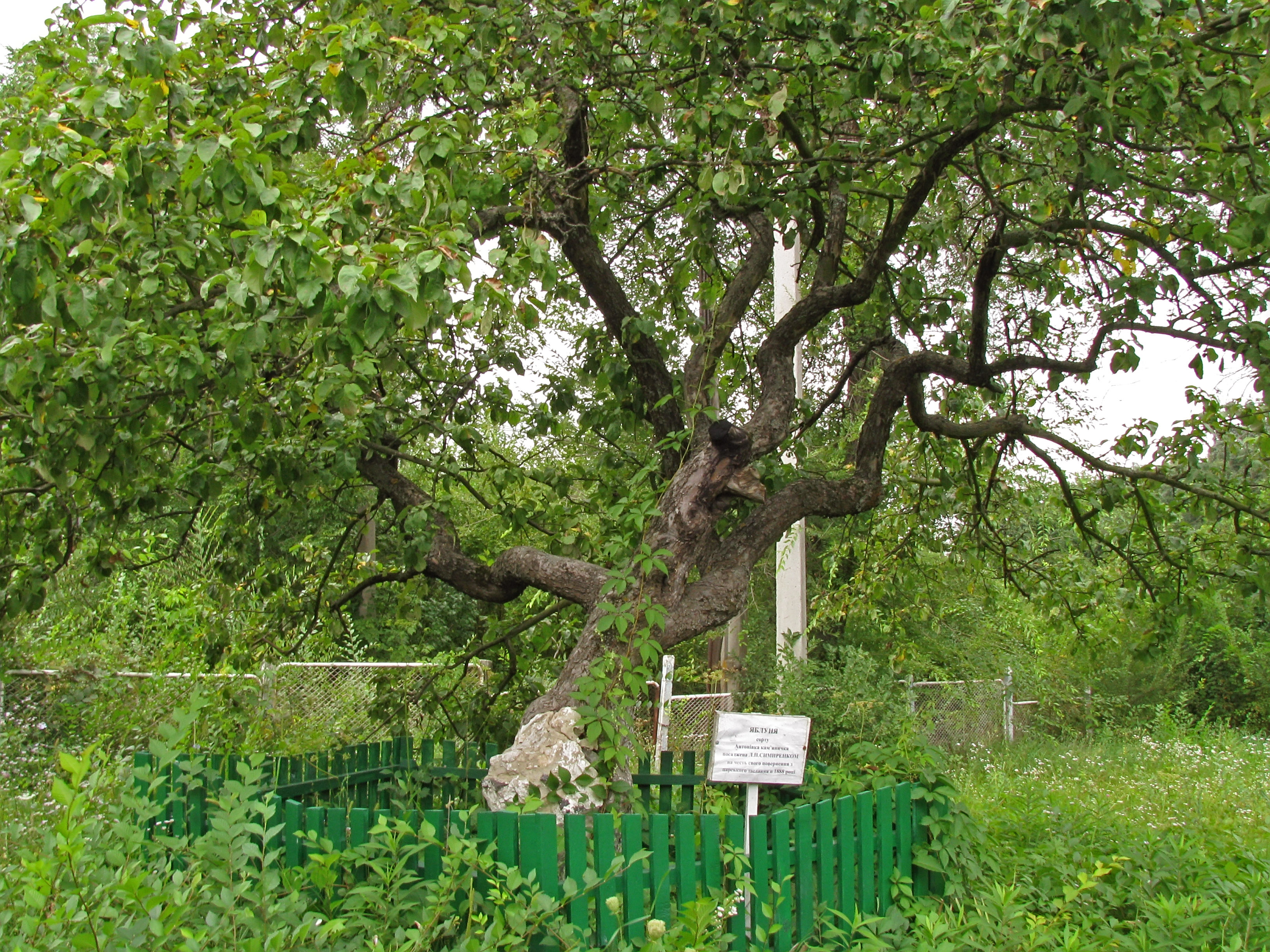
Яблуня сорту антонівка кам'яничка, посаджена Л. П. Симиренком
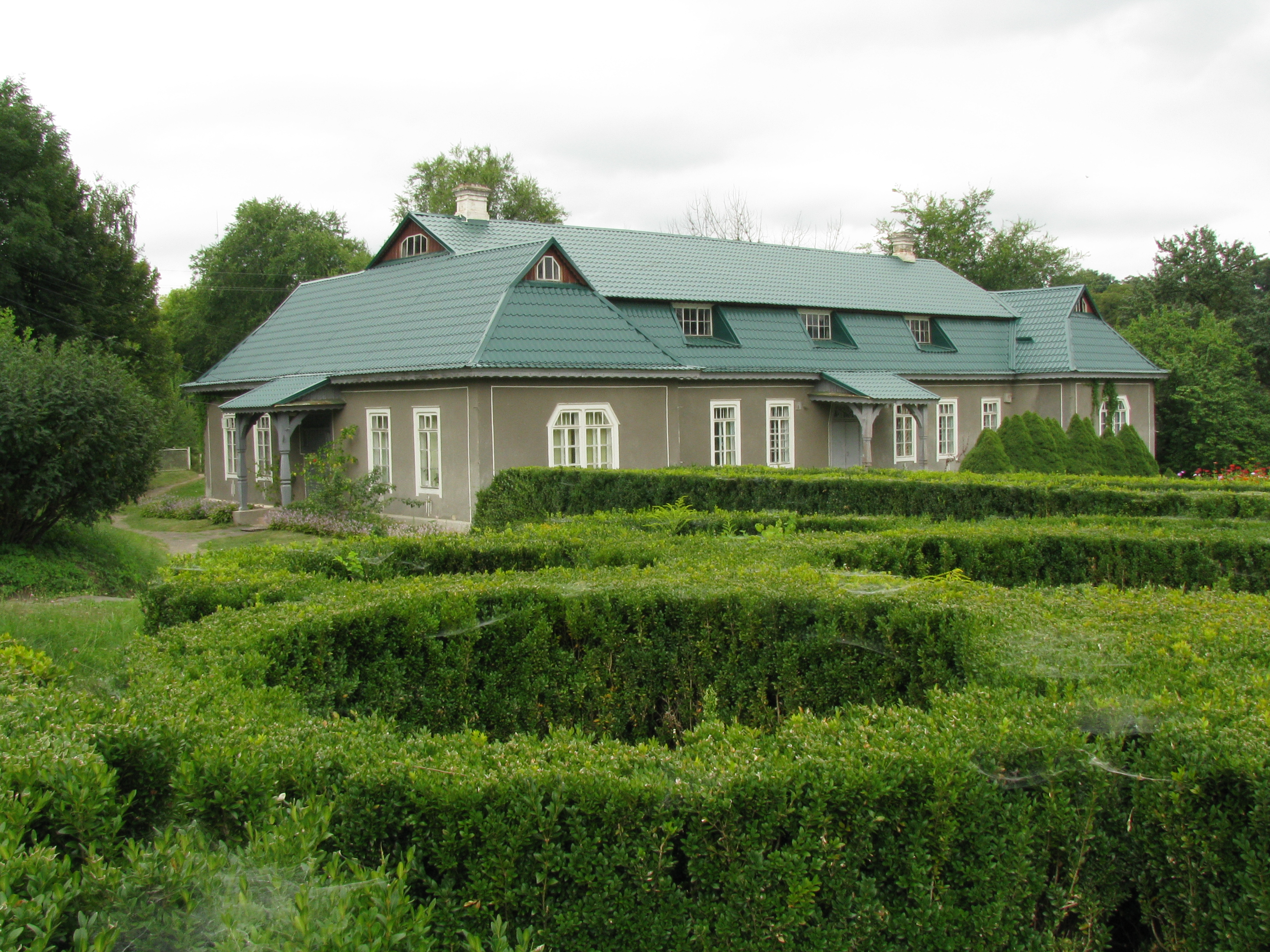
Лабораторний корпус
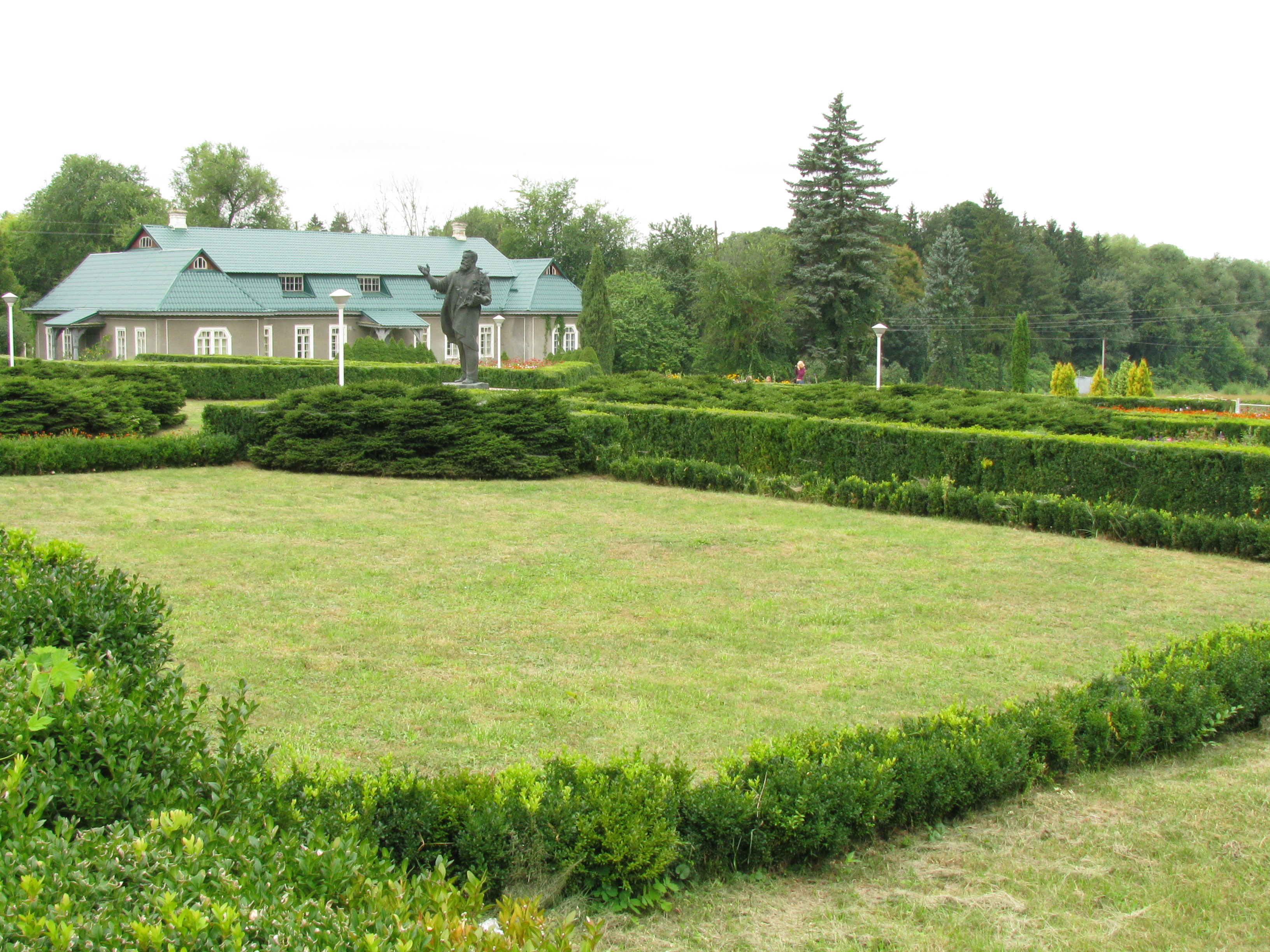
Школа садівництва